# The Cloverfield Paradox
The Cloverfield Paradox är en amerikansk science fiction-skräckfilm från 2018, regisserad av Julius Onah. Filmen är en uppföljare till Cloverfield (2008) och 10 Cloverfield Lane (2016).
Filmen utspelar sig i en nära framtid där det råder en energikris på planeten jorden. En rymdstation ska testa en partikelaccelerator. De förväntar sig att resultatet ska lösa jordens energiproblem. Något går fel under experimentet, och en portal öppnas till en parallell värld.
Filmrecensenten Elias Björkman beskrev filmen som en "märklig, halvfärdig röra".

## Rollista (i urval)
- Gugu Mbatha-Raw – Ava Hamilton
- Elizabeth Debicki – Mina Jensen
- Aksel Hennie – Volkov
- Daniel Brühl – Ernst Schmidt
- Chris O'Dowd – Mundy
- John Ortiz – Monk
- David Oyelowo – Kiel
- Zhang Ziyi – Tam